# Bandai Channel
Bandai Channel (バンダイチャンネル Bandai Chan'neru?) Co., Ltd. es un servicio de transmisión de video bajo demanda por suscripción y distribuidor de anime.
Se estableció el 1 de marzo de 2002 por Bandai en coordinación con Sunrise Inc., Bandai Visual Co., Ltd. and Bandai Networks Co., Ltd.
Su sede se encuentra en Kajichō, Chiyoda, Tokio.
En octubre de 2003, Bandai Channel había superado los 3 millones de suscriptores.

## Lista de emisiones anime en Bandai Channel
- Aikatsu! -Idol Activities!- (serie de TV)
- Akira (película)
- Aoki Ryusei SPT Layzner (serie de TV)
- Argento Soma (serie de TV)
- Armored Trooper Votoms (serie de TV)
- Aura Battler Dunbine (serie de TV)
- Avenger (serie de TV)
- Betterman (serie de TV)
- (The) Big O (serie de TV)
- Blue Submarine No.6 (OAV)
- Brain Powered (serie de TV)
- Brave Exkaiser (serie de TV)
- Buddy Complex (serie de TV)
- Burst Angel (serie de TV)
- Choriki Robo Galatt (serie de TV)
- Cowboy Bebop (serie de TV)
- Cowboy Bebop: The Movie (película)
- Crusher Joe: The Movie (película)
- Crusher Joe: The OVA's (OVA)
- Dallos (OAV)
- Dirty Pair (serie de TV)
- Dirty Pair Flash (OVA)
- Dirty Pair Flash 1 (OVA)
- Dirty Pair Flash 2 (OVA)
- Dirty Pair Flash 3 (OVA)
- Flag (serie de TV)
- Fudanshi Kōkō Seikatsu (serie de TV)
- Fullmetal Alchemist (serie de TV)
- Galaxy Angel (serie de TV)
- Ghost in the Shell (película)
- Ginga Hyouryuu Vifam (serie de TV)
- Godannar (serie de TV)
- Gundam Evolve (OVA)
- Gunslinger Girl (serie de TV)
- .Hack//Legend Of The Twilight (serie de TV)
- .Hack//SIGN (serie de TV)
- Heavy Metal L-Gaim (serie de TV)
- Infinite Ryvius (serie de TV)
- Kanokon (serie de TV)
- Keroro Gunso (serie de TV)
- Kiddy Grade (serie de TV)
- Kiko Senki Dragonar (serie de TV)
- Labyrinth (película)
- Madō King Granzort (serie de TV)
- Magic User's Club (serie de TV)
- Magic User's Club (OVA)
- Magical Meow Meow Taruto (serie de TV)
- Martian Successor Nadesico (serie de TV)
- Mashin Eiyuden Wataru (serie de TV)
- MazinKaiser (OVA)
- Mazinkaiser: Shitou! Ankoku Daishogun (OVA)
- Memories (película)
- Mini Pato (película)
- Mission-E (serie de TV)
- Mobile Fighter G Gundam (serie de TV)
- Mobile Suit Gundam - The Movie Trilogy (película)
- Mobile Suit Gundam 0080: War in the Pocket (OVA)
- Mobile Suit Gundam 0083: Stardust Memory (OVA)
- Mobile Suit Gundam 0083: The Last Blitz of Zeon (película)
- Mobile Suit Gundam F91 (película)
- Mobile Suit Gundam Seed (serie de TV)
- Mobile Suit Gundam SEED C.E. 73: Stargazer (ONA)
- Mobile Suit Gundam Seed Destiny (serie de TV)
- Mobile Suit Gundam Wing (serie de TV)
- Mobile Suit Gundam Wing: Endless Waltz (OVA)
- Mobile Suit Gundam Wing: Operation Meteor (OVA)
- Mobile Suit Gundam ZZ (serie de TV)
- Mobile Suit Gundam: Char's Counterattack (película)
- Mobile Suit Gundam: The 08th MS Team (OVA)
- Mobile Suit Gundam: The 08th MS Team, Miller's Report (película)
- Mobile Suit Victory Gundam (serie de TV)
- Mobile Suit Zeta Gundam (serie de TV)
- Muteki Choujin Zanbot 3 (serie de TV)
- Muteki Kojin Daitarn 3 (serie de TV)
- Muteki Robo Trider G7 (serie de TV)
- Neo-Tokyo (película)
- Noein - to your other self (serie de TV)
- Noir (serie de TV)
- (The) Order to Stop Construction (película)
- Panzer World Galient (serie de TV)
- Patlabor 2: The Movie (película)
- Patlabor: The Movie (película)
- Please Teacher! (serie de TV)
- Please Twins! (serie de TV)
- Popotan (serie de TV)
- RahXephon (serie de TV)
- RahXephon: Pluralitas Concentio (película)
- Robot Carnival (OVA)
- Running Man (película)
- S-CRY-ed (serie de TV)
- Saikyo Robo Daiohja (serie de TV)
- Serial Experiments Lain (serie de TV)
- Shin Mazinger Shougeki! Z Hen (serie de TV)
- Stratos 4 (serie de TV)
- Sun Brave Fighbird (serie de TV)
- Taiyou no Kiba Dougram (serie de TV)
- Turn A Gundam (serie de TV)
- Vandread (serie de TV)
- Vandread: The Second Stage (serie de TV)
- Vision of Escaflowne (serie de TV)
- Wings of Rean (ONA)
- Witch Hunter Robin (serie de TV)
- Wolf's Rain (serie de TV)
- Wolf's Rain (OVA)